# Johnny Jay
Johnny Jay (* 9. Oktober 1934 in Duluth, Minnesota, als John J. Huhta) ist ein US-amerikanischer Rockabilly-Musiker. Jay ist Co-Autor von Dave Dudleys Hit It Takes Time von 1972.

## Leben

### Kindheit und Jugend
Johnny Jay wuchs in Minnesota auf. In der High School spielte er Saxophon und lernte später auch Gitarre und Banjo. Mit 17 hatte er auf dem lokalen Sender WEBC zusammen mit seiner Band, den Sunnysiders, seine erste eigene Radioshow. Ein Jahr später wurde Jay zum Militärdienst einberufen und diente im Koreakrieg. Nach seiner Entlassung lebte er in Montana.

### Karriere
1956 gründete Jay zusammen mit seinen beiden jüngeren Brüdern Mike und Max die Shuffle Kings und trat abends in Clubs auf. 1957 reisten Jay und seine Brüder nach Nashville, Tennessee, und wurden bald in die Tournee von Hawkshaw Hawkins und Jean Shepard übernommen. Nachdem die drei Brüder den Country-Star Ernest Tubb kennengelernt hatten, eröffnete er ihnen die Möglichkeit, in seinem Midnight Jamboree bei WSM aufzutreten. Durch Tubbs Hilfe bekamen Jay und seine Brüder einen Manager, der einen Termin im Studio B des Labels RCA Victor organisierte. Mit The Jordanaires und Hank Garland wurden zwei Titel produziert, Sugar Doll und Tears (Keep On Falling), die bei Mercury Records veröffentlicht wurden. Das Billboard Magazin schrieb in ihrer November-Ausgabe 1957, dass beide Titel „Hitpotenzial“ hätten.
Während der nächsten Jahre nahm Jay Platten für verschiedene Labels wie Play Records, DEK und Stop Records auf. Über die Jahre stand er mit bekannten Musikern wie Johnny Cash, Tammy Wynette, Buddy Knox, Jim Reeves, Claude King, Wynn Stewart, Marvin Rainwater und Dave Dudley, mit dem er dessen Hit It Takes Time schrieb, auf der Bühne. Jay tritt heute immer noch auf und schreibt gelegentlich Songs. Er lebt nahe Brainerd.

## Diskografie
| Jahr | Titel                                                             | Plattenfirma    |
| ---- | ----------------------------------------------------------------- | --------------- |
| 1957 | Sugar Doll / Tears (Keep On Falling)                              | Mercury Records |
| 1958 | I’m Gonna Keep It / Send Me Love                                  | Mercury Records |
| 1958 | That’s What I Like About Love / Let Me Keep Your Company          | Play Records    |
| 19?? | The Bartenders Song / Tears (Keep On Falling) (als John J. Huhta) | DEK Records     |
| 19?? | Buck $2.80 /?                                                     | Stop Records    |